# Кадр (кінотеатр, Київ)
Дитя́чий кінотеа́тр «Кадр» — комунальний кінотеатр Києва. Один з перших дитячих кінотеатрів в Києві, Україна, заснований у 1950-х роках. В репертуарі кінотеатру завжди присутні дитячі або анімаційні фільми.
Від «дорослих» кінотеатрів «Кадр», в першу чергу, відрізняється розмірами: зал розрахований на 78 чоловік, екран — приблизно 2 на 4 метра, система звучання Dolby Digital. У 2003 році відбулася капітальна реконструкція кінотеатру.